# Port lotniczy Koror
Port lotniczy Koror (IATA: ROR, ICAO: PTRO) – międzynarodowy port lotniczy położony 4 km od Koror i 25 km od Melekeok. Jest największym portem lotniczym w Palau.

## Linie lotnicze i połączenia
| Linia lotnicza              | Kierunek                                                    |
| --------------------------- | ----------------------------------------------------------- |
| Air Niugini                 | Brisbane, Port Moresby                                      |
| Alii Palau Airlines         | Singapur                                                    |
| Belau Air                   | Angaur, Peleliu                                             |
| Cambodia Angkor Air         | Hong Kong (od 3 lutego 2024), Phnom Penh (od 3 lutego 2024) |
| Caroline Islands Air        | Sezonowe Czartery: Yap                                      |
| China Airlines              | Tajpej-Taoyuan                                              |
| Jeju Air                    | Seul-Inczon                                                 |
| Nauru Airlines              | Majuro, Nauru, Pohnpei, Tarawa                              |
| Pacific Missionary Aviation | Angaur, Peleliu, Yap                                        |
| United Airlines             | Guam, Manila                                                |